# Scopelarchoides
Scopelarchoides is een geslacht van straalvinnige vissen uit de familie van parelogen (Scopelarchidae). Het geslacht is voor het eerst wetenschappelijk beschreven in 1929 door Parr.

## Soorten
- Scopelarchoides climax Johnson, 1974
- Scopelarchoides danae Johnson, 1974
- Scopelarchoides kreffti Johnson, 1972
- Scopelarchoides nicholsi Parr, 1929
- Scopelarchoides signifer Johnson, 1974